# Я цілую… ти цілуєш
«Я цілую… ти цілуєш» (італ. Io bacio… tu baci) — італійська музична комедія, що вийшла 1961 року.

## Сюжет
Будівельному магнату заважає маленька корчма — улюблене місце зустрічі музикантів. Через небажання власника продавати її, затримується освоєння нового мікрорайону. Молода журналістка (Міна Мадзіні) — дочка багатія-будівельника, вирішує допомогти батькові і приходить до корчми. Як і належить в комедії — все виходить навпаки: дочка, зачарована музикантами та їх піснями, допомагає їм проти свого батька.

## У ролях
- Міна Мадзіні — Марчелла
- Маріо Каротенуто — батько Марчелли
- Карло Пізакане — Дон Леопольдо
- Умберто Орсіні
- Джиммі Фонтана
- Джуліано Манчіні
- Еріна Тореллі
- Бенедетта Рутілі
- Елла Френк
- Ніно Ніні
- Дорі Хассан
- Маргаріта Джиреллі
- Антоніо Джеріні
- Джиммі іл Феномено
- Адріано Челентано — грає самого себе
- Пеппіно Ді Капрі — грає самого себе
- Тоні Даллара — грає самого себе
- Маріо Де Сімона;
- Джино Сантерколе
- Анджело Інфанті
- Турі Пандольфіні
- Джо Сентьєрі
- «I Rockers»
- «I Ribelli»

## Знімальна група
- Режисер — П'єро Вівареллі
- Сценарій — Джованні Аддессі, Серджо Корбуччі, П'єро Вівареллі;
- Продюсер — Джованні Аддессі;
- Оператор — Сільвано Іпполіті;
- Композитор — Джуліо Лібано;
- Художник — Джанкарло Катуччі, Адріана Спадаро, Люсія Спагнолі;
- Монтаж — Габріель Веріел.